# Поду Корбенчи (Дамбовица)
Поду Корбенчи (рум. Podu Corbencii) насеље је у Румунији у округу Дамбовица у општини Корбиј Мари. Oпштина се налази на надморској висини од 140 m.

## Становништво
Према подацима из 2002. године у насељу је живело 146 становника, од којих су сви румунске националности.